# Sjaak Boezeman
Jacobus Johannes Wilhelmus (Sjaak) Boezeman (Utrecht, 19 december 1914 – Scheveningen, 9 januari 1941) was een Nederlands verzetsstrijder tijdens de Tweede Wereldoorlog.
Boezeman werd geboren in Utrecht, maar groeide op in Maassluis waar zijn vader eigenaar van N.V. Van Raalt's Machinefabriek en Constructiewerkplaatsen was. Het gezin woonde er aan de Noordvliet. Sjaak Boezeman werd daar later boekhouder.

## De Geuzen
Boezeman raakte aan het eind van de zomer van 1940 betrokken bij de activiteiten van het Geuzenverzet van de Schiedammer Bernardus IJzerdraat. De Geuzen, opgericht in Vlaardingen, waren de eerste verzetsstrijders in Nederland tijdens de Tweede Wereldoorlog. Al direct na het begin van de oorlog kwamen zij in opstand tegen de Duitse bezetter. Het Geuzenverzet leende hun strijdbare naam van de historische Geuzen uit de Tachtigjarige Oorlog. Boezeman kreeg de leiding over het Maassluise Geuzenvendel. Er werden wapens verzameld, die in de fabriek van zijn vader bij het Kerkplein aan de Geerkade in Maassluis werden verborgen. De wapens werden voor een deel als 'machineonderdelen' via Van Gend & Loos bezorgd. Boezemans oudere broer kon vanwege zijn werk bij Rijkswaterstaat tamelijk onbelemmerd op zijn motorfiets door Nederland reizen en leverde bij zijn broer de pistolen af die bij de demobilisatie van het Nederlands leger op het terrein van scheepswerf De Schelde in Vlissingen verborgen waren.

## De arrestatie
Op maandagmorgen 2 december 1940 werd Boezeman op de fabriek door de Sicherheitspolizei (Sipo) gearresteerd. Via het hoofdbureau van politie in Rotterdam aan het Haagseveer werd hij naar de “Polizei- und Untersuchungsgefängnis Scheveningen” gebracht, ook wel bekend als het “Oranjehotel”.
Op de avond van woensdag 8 januari 1941 werd Boezeman om 23:05 uur onverwacht uit zijn cel gehaald. Hij werd voor verhoor meegenomen naar het Binnenhof door de Sicherheitsdienst (SD) Polizisten Krämer, Makowski en Zinkel. Op het Binnenhof waren SS Untersturmführer Ernst Knorr en Erich Zinkel bij het verhoor aanwezig. Knorr stond bekend om het gewelddadig karakter van zijn wijze van verhoren, maar in dit geval zou het Zinkel zijn geweest die het merendeel van de martelingen voor zijn rekening nam. Om 03:15 uur werd Boezeman in bewusteloze staat in Scheveningen teruggebracht. Hij overleed op donderdag 9 januari om 10:00 uur in cel 344 van het Oranjehotel te Scheveningen.
De SD Polizisten hadden als doodsoorzaak een hartstilstand voorgewend en brachten snel het stoffelijk overschot, zonder het de familie te vertellen, naar het Crematorium Velsen om het te laten cremeren en zo de sporen van de mishandeling uit te wissen. De directeur van het crematorium bemerkte dat de doodsoorzaak van Boezeman niet deugde. Daarom heeft hij de urn met as tot na de oorlog bewaard, zodat deze uiteindelijk op 24 mei 1946 in het familiegraf van Boezeman op de oude R.-K. begraafplaats in Maassluis kon worden bijgezet. In oktober 2022 is het graf alsnog geruimd en is Sjaak samen met zijn ouders naar het Ereveld in Loenen gebracht.

## Na de oorlog
De SD Polizisten Krämer en Makowski zijn na de oorlog gearresteerd door de geallieerden en berecht door een Nederlandse rechtbank. Hans Erwin Krämer werd bestraft met anderhalf jaar celstraf en Ernst Makowski kreeg een celstraf van acht jaar. Anders liep het voor hun leidinggevende Untersturmführer Ernst Knorr, die nooit voor zijn misdaden heeft kunnen terechtstaan. Wel werd hij in 1945 gearresteerd en op zijn beurt in het Oranjehotel opgesloten. Daar stierf hij op 7 juli 1945 na een val van de bovenste cellengalerij. Het zou best zelfmoord kunnen zijn geweest, maar in die periode vlak na de oorlog werd er ook zo nu en dan hardhandig afgerekend met oorlogsmisdadigers. Erich Zinkel was op 12 februari 1943 al doodgeschoten in Den Haag door de communistische verzetsstrijder Tjerk Kloostra.
Aan Sjaak Boezeman is postuum het verzetsherdenkingskruis toegekend.

## De brieven
Jaren later vond Boezemans oudste zus brieven in de voering van zijn jas, die na zijn dood bij de familie was afgeleverd. Boezeman had tijdens zijn verblijf in het "Oranjehotel" nog kans gezien om deze brieven aan zijn familie te schrijven en uit de gevangenis te smokkelen.

## Onderscheiding
- Verzetsherdenkingskruis[3]